# Leptometopa aelleni
Leptometopa aelleni är en tvåvingeart som beskrevs av Papp 1978. Leptometopa aelleni ingår i släktet Leptometopa och familjen sprickflugor. Inga underarter finns listade i Catalogue of Life.